# Rhodostrophia farinosa
Rhodostrophia farinosa är en fjärilsart som beskrevs av W. Warren 1897. Rhodostrophia farinosa ingår i släktet Rhodostrophia och familjen mätare. Inga underarter finns listade.